# Sargentes de la Lora
Sargentes de la Lora è un comune spagnolo di 114 abitanti situato nella comunità autonoma di Castiglia e León.
Sul suo territorio fu installato il primo pozzo petrolifero su suolo spagnolo nel 1960.

## Località
Il comune comprende le seguenti località:
- Ayoluengo
- Ceniceros (disabitato)
- Lorilla
- Moradillo del Castillo
- San Andrés de Montearados
- Santa Coloma del Rudrón
- Valdeajos